# Himberg (Westerwald)

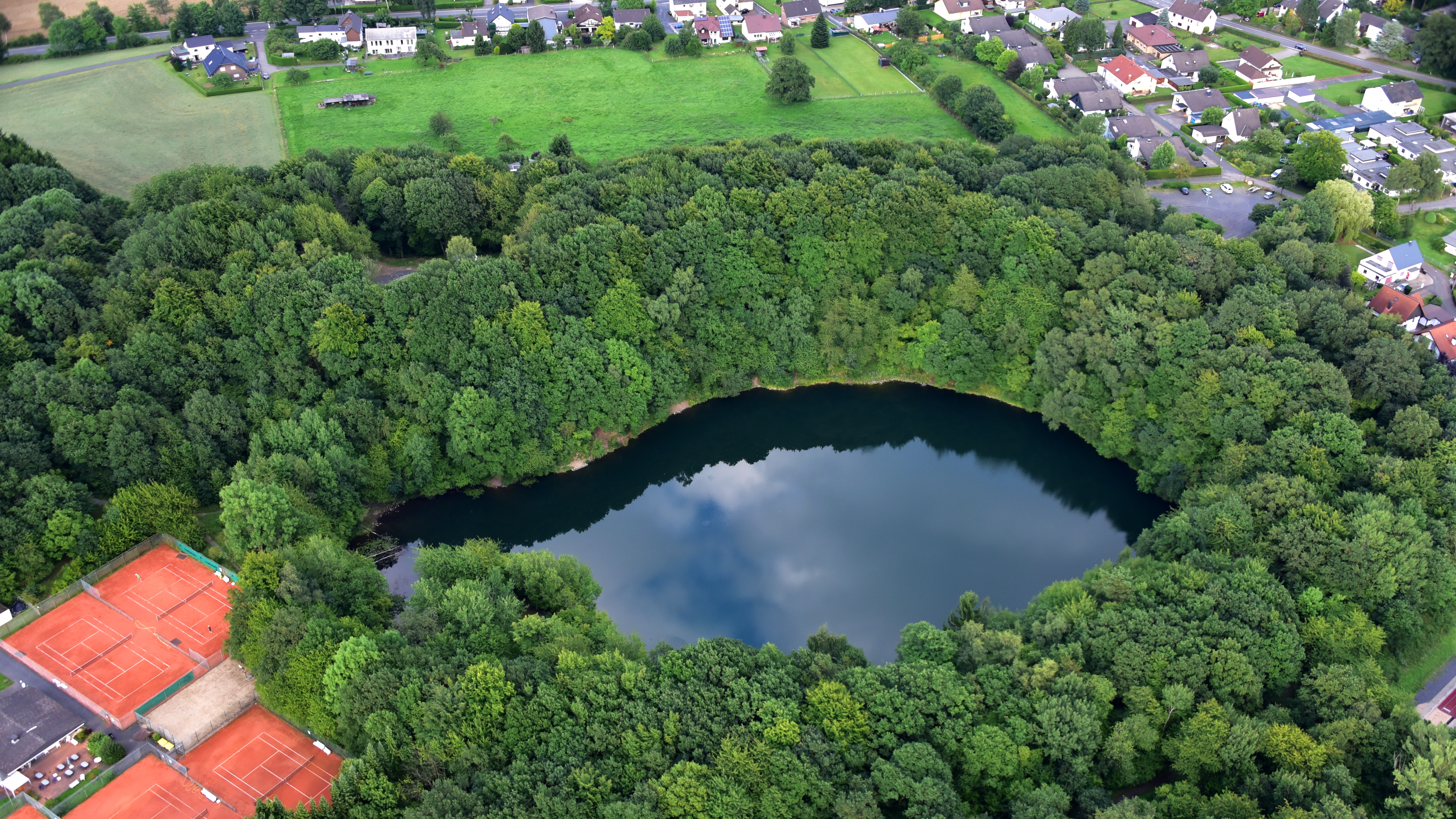
Himberger See, Luftaufnahme (2017)

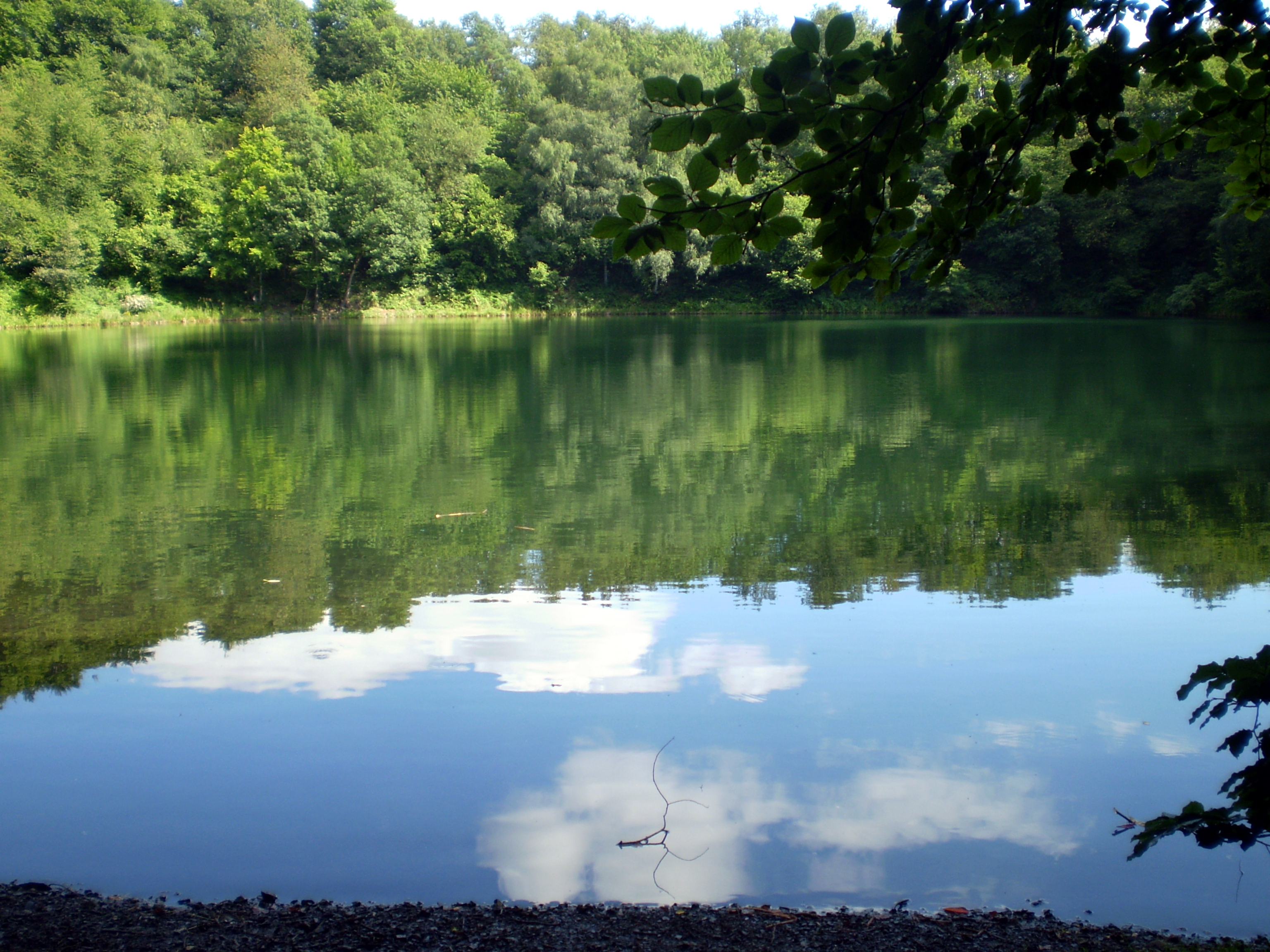
Himberger See (2012)

Der Himberg ist ein 335,2 m ü. NN hoher Berg am Rande des Rheinwesterwälder Vulkanrückens im Niederwesterwald. Er liegt in Aegidienberg, einem Stadtbezirk von Bad Honnef im nordrhein-westfälischen Rhein-Sieg-Kreis, zwischen den Ortsteilen Himberg im Norden und Rottbitze im Südosten. Der Berg ist namensgebend für den auf ihm gelegenen Himberger See und erhebt sich nur leicht, höchstens 30 m, oberhalb der umliegenden Ortschaften, wobei er zum Teil selbst bebaut ist. Bei der am Himberg auftretenden Gesteinsart handelt es sich um Alkalibasalt, der hier in Form sogenannter Krotzen auftritt.

## Geschichte
Um 1850 wurde am Himberg, der früher eine Höhe von 340 m ü. NN hatte (Stand: 1893), mit dem Abbau von Basalt begonnen. Zunächst von Pächtern aus der Umgebung (darunter Christian Uhrmacher) betrieben, wurde der Abbau ab 1877 durch den Linzer Louis Weinstock intensiviert. Nachdem das gewonnene Material zunächst mit Pferdefuhrwerken durch die Schmelztalstraße nach Honnef transportiert wurde, erfolgte dies ab 1879 durch eine neugebaute Schmalspurbahn nach Rottbitze, wo eine auch durch den Steinbruch am Dachsberg angefahrene Verladestation bestand. Am Himberg befand sich die Betriebsstätte inkl. Werkstatt und Lokschuppen auf etwa 320 m ü. NN Höhe. 1895 wurde die Schmalspurbahn bei Umquerung des Himbergs durch das Logebachtal bis zum Servatiushof sowie von dort aus als Pferdebahn durch das Schmelztal bis kurz vor Bad Honnef verlängert. Der Abzweig von der Strecke, die den Steinbruch direkt anband, lag rund 600 Streckenmeter südöstlich des Himbergs.
1895 übernahm die neugegründete Basaltgewerkschaft Honnef mit Weinstock als Teilinhaber den Betrieb am Himberg, der ab 1897 um den ehemaligen Abbaubereich von Christian Uhrmacher erweitert wurde. Später wurde die Linzer Basalt AG zum Pächter des Steinbruchs. Ab 1905 diente für den Abtransport statt der Strecke durch das Schmelztal eine neugebaute Anschlussbahn vom Bahnhof der Bröltalbahn in Rostingen nach Rottbitze. Nach einer Stilllegung im Ersten Weltkrieg wurde der Abbau am Himberg wiederaufgenommen und dann 1929 erneut eingestellt, wobei die Basalt AG weiterhin den Lokschuppen des Steinbruchs nutzte. In dessen Abbauvertiefung entstand nach der Stilllegung ein schnell als Badesee genutztes Abgrabungsgewässer (Tagebaurestsee), das nach der nationalsozialistischen Machtergreifung am 30. März 1933 den Namen Hindenburg-See erhielt. 1935 kam es anlässlich der Schottergewinnung für den Bau der nahegelegenen Reichsautobahn zur Wiederinbetriebnahme des Steinbruchs sowie zum Bau einer Brecheranlage, sodass der See wieder trockengelegt werden musste.
Als der Steinbruch endgültig im Zweiten Weltkrieg stillgelegt wurde – der Pachtvertrag lief ohnehin regulär zum 1. November 1946 aus – füllte sich dieser erneut mit Oberflächenwasser. Das auf diese Weise entstandene Abgrabungsgewässer erhielt den Namen Himberger See (Wasserspiegelhöhe: 318,7 m ü. NHN). Er wird als Badesee und Naherholungsgebiet genutzt, ist mit einer 10 Hektar großen Fläche als Landschaftsschutzgebiet ausgewiesen und umfasst selbst eine Fläche von etwa 1,5 Hektar. 1960 wurde ein Hochbehälter am topographisch aufgrund seiner Höhenlage dafür geeigneten Himberger See errichtet, in den Wasser aus einer Quelle in der südlich gelegenen Waldflur Im Schwarzen Bruch gepumpt und anschließend in die Wasserleitungen für die umliegenden Ortschaften gespeist wurde. 1970 besaß der Himberger See mit der Güteklasse I eine sehr gute Wasserqualität und wies eine nur schwach entwickelte Litoralzone auf. An der Rottbitzer Südseite des Himbergs ist ein Sportplatz entstanden, der auf ein früheres Übungslager des nationalsozialistischen Reichsarbeitsdienstes zurückgeht.